# Ferrocarril en Canadá

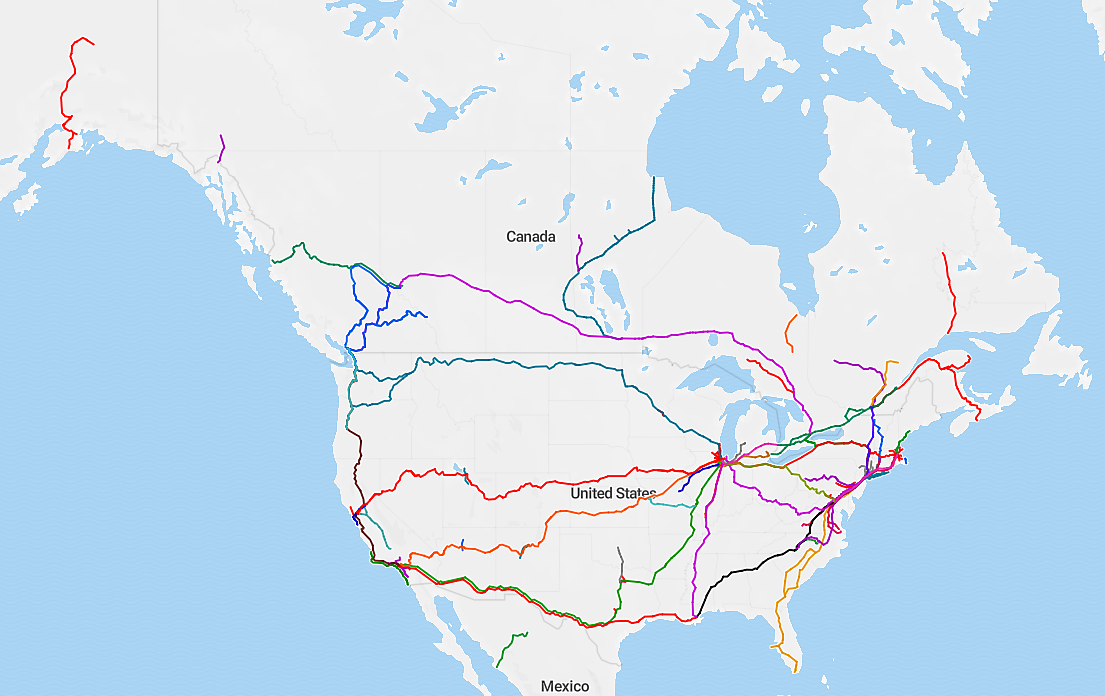
Trenes de pasajeros en Norteamérica (mapa interactivo).

Canadá cuenta con un sistema ferroviario amplio y bien desarrollado que en la actualidad transporta principalmente mercancías. Hay tres grandes sistemas ferroviarios transcontinentales de mercancías que cotizan en bolsa: Canadian National, Canadian Railway y Canadian Pacific. La empresa federal VIA Rail presta servicios de pasajeros en casi todo el país. Tres ciudades canadienses cuentan con servicios de trenes de cercanías: en la zona de Montreal por Exo, en la zona de Toronto por GO Transit y en la zona de Vancouver por West Coast Express. Estas ciudades y otras más cuentan también con sistemas de tren ligero o metro. Sólo una (Quebec) cuenta con un amplio sistema de tranvías. Otros ferrocarriles más pequeños, como el Ontario Northland Railway y el Algoma Central Railway, también ofrecen trenes de pasajeros a zonas rurales remotas. El Rocky Mountaineer y el Royal Canadian Pacific ofrecen recorridos ferroviarios de bajo costo para contemplar los paisajes de las Montañas Rocosas canadienses y otras zonas montañosas de Columbia Británica y Alberta.
Canadá cuenta con un total de 498.422 kilómetros de vías, de los cuales sólo 129 kilómetros están electrificados (casi exclusivamente en las redes de transporte ferroviario urbano). Canadá utiliza vías de 1.435 mm (ancho de vía estándar) para la mayor parte de su sistema ferroviario. Las excepciones son las pequeñas líneas aisladas de la red ferroviaria principal de América del Norte, utilizadas en industrias de recursos como la minería o la silvicultura, algunas de las cuales son de vía estrecha y las líneas de tranvía y de metro pesado de la Comisión de Tránsito de Toronto, que utilizan una vía ancha de 1.495 mm.

## Historia

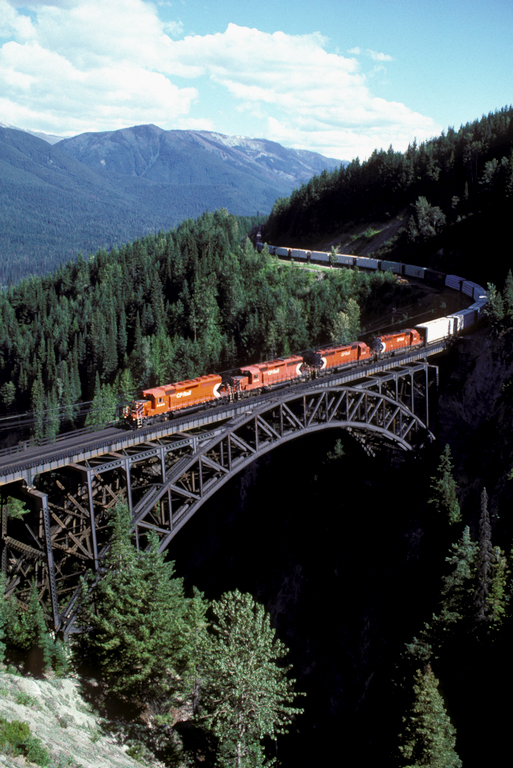
Un tren de mercancías del Canadian Pacific Railway en dirección este sobre el puente de Stoney Creek en Rogers Pass.

El primer ferrocarril canadiense, el Champlain and Saint Lawrence Railroad, se inauguró en 1836 en las afueras de Montreal. La fuerte expansión del sistema ferroviario no se puso en marcha hasta la Ley de Garantías de 1849, que garantizaba el rendimiento de los bonos en todos los ferrocarriles de más de 121 km. Esto condujo a una rápida expansión de los ferrocarriles en Canadá, a veces con un crecimiento excesivo, ya que se construyeron líneas poco rentables porque el gobierno garantizaba los beneficios.
Sin embargo, esto resultó desastroso para las finanzas del gobierno y las canadienses prácticamente quebraron por las subvenciones. El mayor proyecto ferroviario de este periodo también fue un desastre. El Grand Trunk Railway, que unía Montreal con Sarnia, se terminó en 1860, pero estaba muy endeudado. A cambio de rescatar a la empresa, el gobierno renunció a su garantía sobre los bonos del ferrocarril.
La confederación canadiense fue posible en parte gracias a los ferrocarriles. Los gobiernos coloniales separados habían vaciado prácticamente sus tesorerías construyendo ferrocarriles y se necesitaba un método nuevo y más estable para financiarlos. También se creía que la unión permitiría la necesaria construcción de ferrocarriles que unieran la Norteamérica británica. Las Maritimes se unieron sólo por las promesas de construir el Ferrocarril Intercolonial y la Columbia Británica sólo por la promesa de construir un ferrocarril transcontinental.
El gobierno había aprendido la lección y estos ferrocarriles no se financiaron con garantías. Por el contrario, la construcción del Intercolonial fue totalmente controlada por el gobierno bajo la hábil dirección de Sir Sanford Fleming.
El ferrocarril hacia el Pacífico, el Canadian Pacific, se financió con fondos privados y mediante enormes concesiones de tierras en las praderas canadienses (muchas de ellas de escaso valor hasta que llegó el ferrocarril), 25 millones de dólares en efectivo y un monopolio garantizado. El ferrocarril, una maravilla de la ingeniería que entonces era el más largo del mundo, se completó en 1885 a bombo y platillo.
El auge de la economía canadiense a partir de 1900 hizo que se planeara la construcción de dos nuevos ferrocarriles transcontinentales. El Canadian Northern, un sistema de éxito que cubría la parte norte de las praderas y el Grand Trunk (a través de su filial Grand Trunk Pacific) lanzaron ambos ambiciosos planes de expansión. Al principio, el gobierno animó a los dos a llegar a un acuerdo y construir sólo una nueva red, pero al final no se llegó a ningún acuerdo y el gobierno apoyó la expansión de ambos sistemas. El propio gobierno federal construyó la National Transcontinental, una línea que iba desde Moncton (Nuevo Brunswick) hasta Winnipeg, pasando por el vasto y deshabitado interior del Escudo Canadiense.
Esta agresiva expansión resultó desastrosa cuando la inmigración y los suministros de capital prácticamente desaparecieron con el estallido de la Primera Guerra Mundial. La Canadian Northern, la Grand Trunk Pacific y la Grand Trunk fueron nacionalizadas por el gobierno federal, que absorbió la deuda de más de dos mil millones de dólares. Los tres ferrocarriles, junto con los Ferrocarriles Gubernamentales Canadienses (formados por la Intercolonial, la National Transcontinental y varias líneas más pequeñas) se fusionaron entonces en Canadian National Railway entre 1918 y 1923.
Los años posteriores a la Primera Guerra Mundial sólo supusieron una expansión moderada de la red ferroviaria y la era de los grandes ferrocarriles había terminado en Canadá. El automóvil supuso una fuerte competencia en la década de 1920, y tras la Segunda Guerra Mundial la mayoría de los pasajeros se perdieron en favor de los automóviles y las compañías aéreas. Durante la posguerra se abrieron varias líneas de grandes recursos en Quebec, Labrador y Columbia Británica, varias de las cuales no están directamente conectadas a la red principal norteamericana.
En 1978 el gobierno creó VIA Rail, que se hizo cargo de todo el servicio nacional de pasajeros del país. En 1987, la Ley de Transporte Nacional (NTA) desreguló parcialmente el sector ferroviario en Canadá y eliminó gran parte de la burocracia que los ferrocarriles sufrían al intentar abandonar las líneas no rentables; sin embargo, la NTA se considera ahora más bien un fracaso, ya que los ferrocarriles utilizaron la legislación simplemente como primer recurso después de "desmercantilizar" una línea, en lugar de como último recurso después de intentar encontrar un comprador de líneas cortas. En noviembre de 1995, el gobierno federal privatizó la CN y en 1996, el gobierno corrigió las deficiencias de la NTA de 1987 con la Ley de Transporte de Canadá, que desregula más plenamente el sector ferroviario.

## Legislación a la que están sujetos los ferrocarriles en Canadá
Mientras que el gobierno federal legisla y regula los ferrocarriles a través de organismos como Transport Canada, varias provincias tienen su propia legislación, y de hecho si el ferrocarril está contenido exclusivamente en la provincia, se rigen por ella a menos que el gobierno federal lo declare de importancia para todo el país. La Asociación de Ferrocarriles de Canadá, un grupo de presión, ofrece en su sitio web listas útiles de legislación, reglamentación, órdenes y circulares.

## Lista de operadores ferroviarios canadienses
La Agencia Canadiense de Transporte mantiene una lista, con actualizaciones de estado, de los operadores ferroviarios federales. Esta lista es algo opaca, porque algunos propietarios establecen operaciones en nombre de sociedades de cartera. Esta lista incluye:
- Canadian National Railway
- Canadian Pacific Railway
- Hudson Bay Railway Co.
- Quebec North Shore and Labrador Railway
- RailLink Canada
- Tshiuetin Rail Transportation
- VIA Rail

Los ferrocarriles provinciales y regionales son:
- Ontario Northland Railway
- New Brunswick Southern Railway
- Metrolinx

Además, varios operadores estadounidenses se conectan a la red canadiense:
- BNSF Railway
- CSX Transportation
- Union Pacific

## Enlaces ferroviarios con países adyacentes
- Estados Unidos - mismo ancho de vía (1.435 mm).